# Kuku

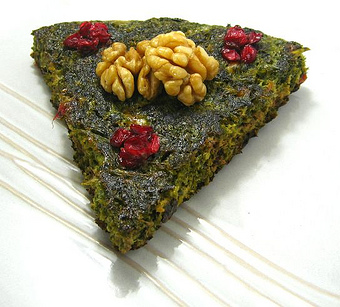
Kuku-ye sabzi, ornamentado com berberis e nozes

Kuku, também grafado “kookoo”, é uma espécie de omelete aberta, típica do Irã e do Azerbaijão. Semelhante ao eggah da culinária árabe e próxima da frittata italiana, o kuku leva muitos vegetais e ervas aromáticas, embora possa também ser preparado com galinha ou outro tipo de carne; provavelmente a mais popular seja o kuku sabzi, tipicamente verde. Esta iguaria pode ser servida quente ou fria, como um petisco, um acompanhamento ou um prato principal. 
O kuku pode ser frito ou assado no forno, mas sempre em calor moderado para permitir que a mistura cresça como um suflê. Tradicionalmente, esta iguaria é servida cortada em triângulos e ornamentada com berberis e nozes passadas pela frigideira. Alguns dos vegetais usados em fresco no kuku sabzi incluem o cebolinho e semelhantes, salsa, coentro, endro, espinafre, alface e feno-grego; entre as ervas secas, incluem-se a hortelã e o estragão.
Para além do kuku verde, os persas confecionam várias outras qualidades, principalmente porque esta preparação é excelente para levar para um picnic, como o Sizeh Bedar que marca o fim do Noruz (o “ano novo persa”). Em particular, fazem kuku com feijocas, favas  (“kuku shevid-baqala”), endro, vários tipos de abóbora, galinha  (“kuku-ye morgh”), beringela (“kuku-ye bademjan”), e mesmo com batata (“kuku sib-zamini”), que pode tomar formas como as draniki ou panquecas de batata da europa oriental. 